# Tatort: Der Pakt
Der Pakt ist ein Fernsehfilm aus der Krimireihe Tatort, der am 27. Januar 2019 erstmals bei SRF 1 ausgestrahlt wurde und – beginnend wenige Minuten später – auch im ORF 2 und im Ersten zu sehen war. Es ist die 1082. Folge der Reihe und der achte und letzte Fall mit dem von Devid Striesow und Elisabeth Brück dargestellten, Saarbrücker Ermittlerduo Stellbrink und Marx.

## Handlung
Die Schwesternschülerin Anika erfährt, dass der junge, geduldete Flüchtling Kamal, der für die Initiative Mediziner für Asyl (MefA) arbeitet, der Ausländerbehörde Informationen über illegale Flüchtlinge zuträgt. Anika arbeitet ebenfalls für die MefA. Sie konfrontiert ihn damit und fordert ihn auf, seinen Verrat einzugestehen, sonst täte sie es. Kurz darauf wird Anikas Zimmernachbarin Vanessa in Anikas Zimmer im Schwesternwohnheim erdrosselt aufgefunden.
Zuerst wird der Arzt Dr. Sharifi vernommen, der kurz vor Vanessas Tod mit ihr einvernehmlichen Geschlechtsverkehr hatte. Stellbrink bemerkt die Ähnlichkeit des Opfers mit Anika und hält eine Verwechslung für möglich. Damit gerät auch Kamal in den Fokus der Ermittlungen. Auch, weil er bei seiner Vernehmung lügt, kommt er zunächst in Untersuchungshaft. Kamals jüngerer Bruder kommt währenddessen in ein Kinderwohnheim, wo er von anderen Kindern geärgert wird, sodass er verzweifelt Kamal anruft. Daraufhin verletzt sich Kamal absichtlich, sodass er in ein Krankenhaus gebracht wird. Während der Untersuchung flieht er aus der polizeilichen Bewachung. Er holt seinen Bruder aus dem Kinderwohnheim ab und versteckt sich mit ihm vor der Polizei, von der er sich zu Unrecht beschuldigt fühlt.
Unterdessen verbreitet Dr. Sharifi in den sozialen Medien die Nachricht, dass die Polizei wegen des Mordes im Schwesternwohnheim Kamal verdächtigt. Der weißrussische Flüchtling Alexej Wolkow, der große Angst vor der Abschiebung aus Deutschland hat, entdeckt Kamal. Der wartet gerade in einem Auto auf Anika, während sein Bruder auf der Rückbank schläft, als Stellbrink einsteigt und ihm seine Flucht vorwirft. Plötzlich rammt Wolkow, verbittert über Kamals Spitzeln für die Ausländerbehörde, mit einem Pick-up das stehende Auto. Dabei erleidet Kamals Bruder einen tödlichen Genickbruch und Stellbrink einen Armbruch.
Forensische Untersuchungen ergeben, dass Kamal das Zimmer, in dem die Tote aufgefunden wurde, nicht betreten haben kann. Deshalb wird er aus der Untersuchungshaft entlassen und es wird nicht weiter gegen ihn ermittelt.
Bei der Untersuchung von Vanessas Telefon stoßen die Ermittler auf ein Telefonat zwischen Vanessa und einem indischen Arzt in Hyderabad, wo die deutsche Ärztin Dr. Bindra, Gründerin und Leiterin der MefA, angeblich gearbeitet und auch promoviert hat. Stellbrink und Marx rufen den Arzt an, der eröffnet, dass Dr. Bindra in Wahrheit nur eine Krankenschwester ist und keinen Doktortitel führen darf. Vanessa, die von Dr. Bindra vor kurzem wegen Fehlverhaltens aus der MefA rausgeworfen wurde, hatte offensichtlich herausgefunden, dass diese ohne Approbation praktiziert, und sie erpresst. Stellbrink und Marx gelingt es daraufhin, Dr. Bindra als Betrügerin und Mörderin zu überführen. Als sie abends bei einer Ehrung für ihre Arbeit mit der MefA gewürdigt wird, erscheinen die Kommissare, um sie vor den Augen der Gäste festzunehmen.
Der für die Ausländerbehörde tätige Dr. Hesse hatte Kamal erpresst, für seine Behörde als Spitzel tätig zu sein und ihm illegale Flüchtlinge zu melden, die er dann abschieben konnte. Im Gegenzug verlängerte er den Duldungszeitraum für Kamal und dessen Bruder. Kamal, verbittert über den kürzlichen Tod seines Bruders und den Tod anderer Familienmitglieder in seinem Herkunftsland, nimmt den jungen Sohn von Dr. Hesse als Geisel und droht damit, sich mit ihm von einem Hochhausdach in den Tod zu stürzen. Stellbrink erscheint und verspricht, Kamals Schicksal bekannt zu machen, woraufhin dieser den Jungen freilässt. Doch er kann nicht verhindern, dass Kamal anschließend vom Dach springt, woraufhin er in Tränen ausbricht.

## Hintergrund
Der Film wurde vom 3. bis 31. Mai 2017 in Saarbrücken und Umgebung gedreht.

## Rezeption

### Kritiken
In der Süddeutschen Zeitung lobte der Journalist Cornelius Pollmer den Film einerseits als einen würdigen Abschluss der Tatort-Filmreihe mit Striesow als Kommissar Stellbrink. Andererseits aber trage der Film „noch einmal viel von jenem Schrott in sich, den man in Saarbrücken schon länger gedankenlos verleimt.“ Mit dem Asyl-Thema lenke er „geschickt“ von seinen handwerklichen Schwächen ab; es gebe zu viele Verdächtige, keine erzählerische Stringenz sowie „Dialoge, die noch straffer strangulieren als fest gezurrter Frottee.“
Im Tagesspiegel kommentierte Manfred Riepe, dass der Film neben „heiteren Augenblicken, in denen Devid Striesow subtile Akzente“ setze, „ein düsteres, aber auch überzeichnetes Bild“ zeichne. Der zynische Chef der Ausländerbehörde etwa mute „in seinem spießigen Eigenheimidyll wie ein Repräsentant des dunkeln Deutschlands“ an. Der Film zeige zu wenig Interesse an seinen Protagonisten, die nur „skizzenhaft“ gezeichnet blieben. Zum Beispiel erfahre man über den weißrussischen Flüchtling „leider“ ebenso wenig wie über Kamal; die Charaktere seien interessant, aber würden nicht zu handelnden Figuren ausgebaut. Dafür verzettele sich der Film „mit einer entbehrlichen Parallelhandlung um eine gefälschte medizinische Approbation“.
In der österreichischen Kleinen Zeitung beurteilte Julia Schafferhofer den Film als einen „Fall, der vieles will und dabei wenig schafft – und somit höchstens an der Oberfläche kratzt.“ Es sei eine Lehre aus den saarländischen Tatort-Filmen, dass „selbst ein klasse Schauspieler“ wie Striesow „schwache und mutlose Bücher“ nicht retten könne.

### Einschaltquoten
Die Erstausstrahlung von Der Pakt am 27. Januar 2019 wurde in Deutschland von 9,11 Millionen Zuschauern gesehen und erreichte einen Marktanteil von 25,2 % für Das Erste.